# Rhicnopelte
Rhicnopelte is een geslacht van vliesvleugeligen uit de familie Eulophidae. De wetenschappelijke naam van dit geslacht is voor het eerst geldig gepubliceerd in 1878 door Förster.

## Soorten
Het geslacht Rhicnopelte is monotypisch en omvat slechts de volgende soort:
- Rhicnopelte crassicornis (Nees, 1834)